# Progresión por quintas

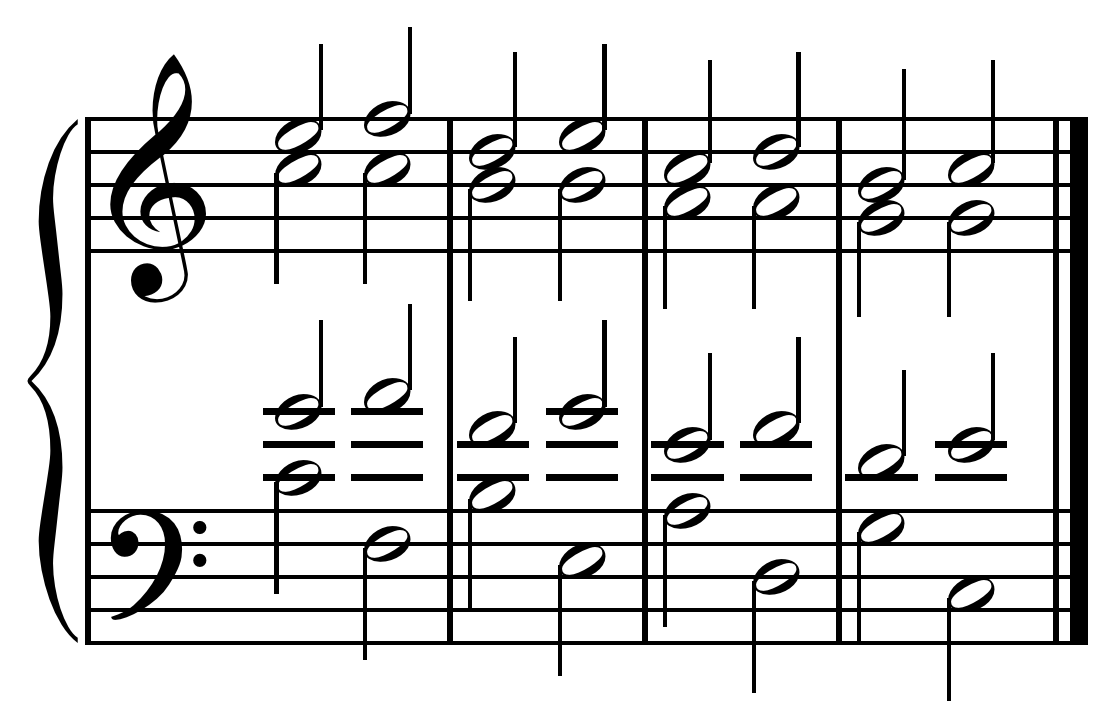
Un caso de Progresión por quintas diatónica (unitónica, es decir que vuelve a la tónica inicial, no modula).

En Música, una progresión por quintas o dominantes secundarias es un encadenamiento de acordes que se vincula al llamado círculo de quintas, aunque no está directamente relacionado con él debido a que normalmente las progresiones se realizan en una o dos escalas y el círculo de quintas recorre todas.
Es sin duda la más eficaz, sencilla y directa de las progresiones posibles. Consiste en suceder uno tras otro los grados de una escala cuyas fundamentales están a una cuarta justa ascendente o quinta justa descendente. Vale decir además que la efectividad de esta progresión se debe principalmente a que cada par de acordes tiene una relación de Dominante-Tónica en forma real o bien asociada a ella (ej: el enlace VII-III no es exactamente esta relación pero cromatizando la 3.ª y la 5.ª del VII se obtiene un Dominante del III)
Esta progresión puede ser Diatónica (si no se cromatizan los acordes y se permanece en una escala determinada) o Cromática (cuando se los altera con el fin de generar dominantes secundarias de los grados)
Durante el Barroco y gran parte del Clasicismo esta progresión fue la más frecuentemente usada especialmente para realizar modulaciones.